# Ulmus lanceifolia
Ulmus lanceifolia är en almväxtart som beskrevs av William Roxburgh. Ulmus lanceifolia ingår i släktet almar, och familjen almväxter. Inga underarter finns listade i Catalogue of Life.